# L'Autre Reflet
 (avril 2025).
Motif : Absence de sources
- Archive Wikiwix
- Bing
- Cairn
- DuckDuckGo
- E. Universalis
- Gallica
- Google
- G. Books
- G. News
- G. Scholar
- Persée
- Qwant
- (zh) Baidu
- (ru) Yandex
- (wd) trouver des œuvres sur Wikidata

| 1. | Préciser le motif de la pose du bandeau. | Précisez le motif de la pose du bandeau en utilisant la syntaxe suivante : {{admissibilité à vérifier\|date=mai 2025\|motif=remplacez ce texte par le motif}}                       |
| 2. | Informer les utilisateurs concernés.     | Pensez à avertir le créateur de l'article, par exemple, en insérant le code ci-dessous sur sa page de discussion : {{subst:avertissement admissibilité à vérifier\|L'Autre Reflet}} |

L'Autre Reflet est un roman d'horreur, doublé d'un thriller, de Patrick Senécal, paru le 3 novembre 2016 aux éditions Alire.
Michaël Walec est un écrivain d'horreur qui a connu la gloire après le lancement de son premier roman « Sous pression » qui est devenu un véritable succès mais au fil des années suivantes, sa cote de popularité a chuté à la suite des derniers romans qu'il a écrits. C'est grâce au récit des faits vécus de Wanda Moreau, une détenue condamnée pour meurtre qui a donné à Michaël une source d'inspiration pour détailler des scènes de violence à la fois morbides et frissonnantes dans son premier livre. Depuis sa sortie de prison, Wanda aimerait à nouveau offrir de l'aide à Michaël pour un futur best-seller mais l'auteur préfère produire ces romans à sa façon et demeura méfiant face à cette femme dangereuse, qui était une de ses étudiantes au moment où il était enseignant à la prison de Joliette.

## Résumé
Au début du roman, Michaël donne des cours de français de niveau secondaire aux femmes du centre de détention de Joliette, il enseigne à ses élèves sur la littérature. Il annonce qu'il travaille sur son plus gros projet : écrire un roman noir.
Wanda Moreau, une de ses élèves, remet à Michaël son texte montrant les aveux de ses crimes, incluant le meurtre de son conjoint et de deux autres meurtres qui sont non élucidés. Plus tard, Michaël décide d'utiliser en partie le récit de Wanda pour améliorer les scènes de meurtres dans son manuscrit.
Au salon du livre de Trois-Rivières, Michaël rencontre l'auteur de romans noirs Hugo Vallière, son grand idole, il a aussi revu Lee-Ann Muzhi, son ancienne amoureuse du cegep qu'il ne l'a pas revu depuis longtemps, elle est directrice commerciale des éditions Persona.
Alexandra, sa conjointe, est tombée enceinte et donne naissance à un petit garçon, Hubert. Michaël reçoit une lettre d'un éditeur qui accepte de publier le roman. « Sous pression », le premier roman de Michaël est devenu un  best-seller. Au cours des six années suivantes, les derniers romans de Michaël (Et tombent les ténèbres - Avec les Bêtes - Noir comme le sang) ont connu une série d'échecs dans les ventes. Michaël se dispute souvent avec son voisin à cause du tricycle du fils de celui-ci qui est laissé trainé sur son terrain.
Durant sa détention, Wanda a écrit des nouvelles pour envoyer dans des magazines connus, qu'elles furent ensuite refusées. Elle a lue tous les livres de Michaël avant d'obtenir sa libération conditionnelle.
Wanda Moreau a obtenu sa libération conditionnelle, s'installe à Montréal et déniche un emploi dans une boutique électronique. Elle revoit son ancien professeur au salon du livre à Gatineau, qui n'est pas du tout ravi de la revoir des années plus tard. Michaël n'a pas caché sa jalousie sur Hugo Vallières qui a vendu autant de livres. Wanda fait une filature pour suivre Michaël et découvre qu'il a une aventure avec Lee-Ann.
Sur la route vers Montréal, Wanda s'arrête à une station-service pour faire le plein d'essence, ayant pas assez d'argent, elle tue le commis à coups de bâton de hockey, ainsi qu'un jeune enfant qu'il a la garde. Wanda pris la fuite en effaçant les traces de son crimes. De retour à Montréal, elle tente de contacter Michaël sur Facebook mais par la suite, il a froidement répondu son refus de toute collaboration avec l'ex-détenue et qui l'interdit définitivement de reprendre contact avec lui.
Laurent Dubuc, un journaliste culturel d'un quotidien de longueuil qui faisait des entrevues avec Michaël (en rapport sur le nom de W. Moreau qui est sur la page des remerciements) retrace Wanda dans un café de Montréal, méfiante, l'ex-détenue a répondu à quelques questions du reporter et se doute que Dubuc cherche à vouloir nuire Michaël. Quelques jours plus tard, le journaliste véreux retrouve son principal intéressé dans un centre commercial à Laval, et indique à Michaël sur son enquête entourant les liens directs avec Wanda Moreau et croit que les scènes de meurtres (qui sont non résolues dans la vraie vie) utilisées dans le livre « Sous pression » seraient des aveux incriminants de la meurtrière. Dubuc exige à Michaël une somme de 100 000$ en échange de son silence, mais l'auteur refuse de payer et encourage son interlocuteur à poursuivre l'enquête.
Alertée par Michaël, Wanda se rend chez Dubuc pour le torturer devant une caméra qu'elle a dissimulée afin de montrer ses exploit à Michaël pour qu'il puisse retrouver l'inspiration de son prochain roman, elle a ensuite tranchée la gorge du journaliste. À l'appartement de Michaël (qu'il a loué pour travailler sur ses roman), Wanda fait visionner la vidéo filmée en plus de montrer les photos de lui et Lee-Ann ensemble et de l'écouter l'enregistrement la conversation érotique du couple au moment où elle est allée les espionner à Gatineau. Piégé, Michaël préfère de ne jamais collaborer avec son ancienne élève.
Au salon du livre de Trois-Rivières, Michaël, qui est ivre et toujours aveuglé de jalousie accuse Hugo Vallières de l'avoir humilier publiquement et de voler ses lecteurs, il s'est ensuite battu avec son rival devant Wanda.
Wanda invite Michaël à une discussion privée dans sa voiture et l'emmène contre son gré au chalet de Hugo Vallières pour le forcer à régler ses comptes avec son rival. Après que Wanda brise les jambes de Vallières avec une pelle, Michaël achève Hugo à coups de grille-pain à la tête.
Au Salon du livre de Québec, Michaël reçoit un message de Wanda qu'elle va tuer Alexandra. Pendant que Lee-Ann fait son exposé devant le public, une mascotte asperge Lee-Ann d'essence avant de la faire brûler vive, un violent incendie s'éclate dans la salle et c'est le chaos durant l'évacuation. Légèrement blessé, Michaël est transporté à l'hôpital, et reçoit un nouveau message de Wanda, elle a avoué avoir causé l'incendie mortel alors qu'elle est déguisée en mascotte.
Michaël quitte Québec pour Montréal afin de se venger de Wanda pour la mort de Lee-Ann. Dans l'appartement de la tueuse, il prend un bâton de golf pour en faire une arme et assène plusieurs coups à la femme qui est couchée dans son lit, mais il constate que c'est Alexandra qui est étendue sur le lit. Il a tué sa conjointe à la place de Wanda. Fou de rage, Michaël frappe Wanda avec acharnement avec le fer de golf avant de saccager l'appartement de la psychopathe. Wanda promet à Michaël de lui laisser tranquille à condition de finir le prochain roman avec les scènes (des meurtres commis depuis sa sortie de prison) qu'elle recommande d'écrire. Michaël décide de laisser Wanda en vie et de suivre les conseils de celle-ci.
À l'épilogue, Michaël fait une apparition à l'émission Tout le monde en parle où il présente son dernier roman "Au centre, le miroir", qui a connu un succès plus grand que son tout premier roman. Dans les coulisses, il reçoit la visite de Wanda qui lui fait une nouvelle proposition sur le prochain livre à publier.